# Super Junior
Super Junior (hangul: 슈퍼주니어) är ett sydkoreanskt pojkband bildat 2005 av SM Entertainment.
Gruppen består av de elva medlemmarna Leeteuk, Heechul, Hankyung, Yesung, Kangin, Shindong, Sungmin, Eunhyuk,  Donghae, Siwon, Ryeowook, Kibum och Kyuhyun.

## Karriär
Super Junior har medverkat i och släppt 20 olika album med varierande grader av framgång. Under de tre första åren blev de indelade i mindre grupper, som inriktats mot olika musiksmaker och publiker. Dessutom har Super Junior vunnit 7 Music Awards från M.net Asian Music Awards, 11 från Golden Disc Awards och de är den andra gruppen som vunnit Favourite Artist Korea på MTV Asia Awards efter JTL 2008.

### Före debuten
År 2000 fick Leeteuk förslag av en talangscout att prova gå på audition för SM Entertainments "Starlight Casting System". Efter några testinspelningar blev han antagen av SME och blev trainee. 2001 höll företaget sin första audition i utlandet och därmed upptäckte de Hangeng i Peking, Kina som valdes ut bland tretusen sökande. Samma år upptäcktes Yesung under en audition i Seoul. Sungmin och Donghae blev trainees efter att tillsammans vunnit första plats i en tävling anordnad av SME. Heechul och Kangin blev antagna tillsammans med Kibum, som upptäcktes i Los Angeles. Vid 16 års ålder blev Siwon antagen 2003, efter att han blivit upptäckt utanför sin skola, och Ryeowook blev antagen 2004, där han upptäcktes genom Chin Chin Youth Festivals sångtävling.

### Film- och TV-karriär
Alla medlemmar förutom Kyuhyun var med i gruppens debutfilm Attack on the Pin-Up Boys. Första filmen som släpptes av SM Pictures hade premiär 26 juli 2007 i Sydkorea. Deras egen låt "Wonder Boy" används som tema i filmen. Trots att filmen var lanserad som en typisk gymnasiekomedi fick den positiva recensioner från kritikerna, vilka berömde filmen för att ha en välorienterad handling till skillnad från de flesta idolfilmerna. Biljettförsäljningen var dock låg månaden den hade premiär trots den förväntade succén i försäljningen första veckan. Filmen sålde totalt 102 600 biljetter och visade sig vara en stor förlust för SM Pictures.

## Medlemmar
| Artistnamn   | Artistnamn | Födelsenamn    | Födelsenamn | Födelsedatum      |
| Romanisering | Hangul     | Romanisering   | Hangul      | Födelsedatum      |
| ------------ | ---------- | -------------- | ----------- | ----------------- |
| Leeteuk      | 이특       | Park Jeong-su  | 박정수      | 1 juli 1983       |
| Heechul      | 희철       | Kim Hee-chul   | 김희철      | 10 juli 1983      |
| Han Kyung    | 한경       | Han Kyung      | 韩庚        | 9 februari 1984   |
| Yesung       | 예성       | Kim Jong-woon  | 김종운      | 24 augusti 1984   |
| Kangin       | 강인       | Kim Young-woon | 김영운      | 17 januari 1985   |
| Shindong     | 신동       | Shin Dong-hee  | 신동희      | 28 september 1985 |
| Sungmin      | 성민       | Lee Sung-min   | 이성민      | 1 januari 1986    |
| Eunhyuk      | 은혁       | Lee Hyuk-jae   | 이혁재      | 4 april 1986      |
| Donghae      | 동해       | Lee Dong-hae   | 이동해      | 15 oktober 1986   |
| Siwon        | 시원       | Choi Si-won    | 최시원      | 10 februari 1987  |
| Ryeowook     | 려욱       | Kim Ryeo-wook  | 김려욱      | 21 juni 1987      |
| Kibum        | 기범       | Kim Ki-bum     | 김기범      | 21 augusti 1987   |
| Kyuhyun      | 규현       | Cho Kyu-hyun   | 조규현      | 3 februari 1988   |

## Diskografi

### Studioalbum
| Albuminformation                                     | Topplacering          | Topplacering   |
| Albuminformation                                     | Sydkorea (Gaon Chart) | Japan (Oricon) |
| Koreanska                                            | Koreanska             | Koreanska      |
| ---------------------------------------------------- | --------------------- | -------------- |
| Super Junior 05 - Släppt: 5 december 2005            | 3                     | —              |
| Don't Don - Nyutgåva: Don't Don (5 november 2007)    | 1                     | 55             |
| Sorry, Sorry - Nyutgåva: It’s You (14 maj 2009)      | 1                     | 33             |
| Bonamana - Nyutgåva: Bonamana (28 juni 2010)         | 1                     | 15             |
| Mr. Simple - Nyutgåva: A-Cha (19 september 2011)     | 1                     | 17             |
| Sexy, Free & Single - Nyutgåva: Spy (6 augusti 2012) | 1                     | 5              |
| Mamacita - Nyutgåva: This is Love (27 oktober 2014)  | 1                     | 3              |
| Devil - Nyutgåva: Magic (16 september 2015)          | 2                     | 8              |
| Play - Nyutgåva: Replay (12 april 2018)              | 1                     | 16             |
| Time_Slip - Nyutgåva: Timeless (28 januari 2020)     | 1                     | 7              |
| Japanska                                             |                       |                |
| Hero - Släppt: 24 juli 2013                          | 10                    | 2              |

### EP-skivor
| Albuminformation                        | Topplacering          | Topplacering   |
| Albuminformation                        | Sydkorea (Gaon Chart) | Japan (Oricon) |
| --------------------------------------- | --------------------- | -------------- |
| One More Time - Släppt: 5 december 2005 | 2                     | 36             |
| I Think U - Släppt: 29 januari 2020     | —                     | 2              |

### Singlar
| År        | Titel                      | Topplacering          | Topplacering   |
| År        | Titel                      | Sydkorea (Gaon Chart) | Japan (Oricon) |
| Koreanska | Koreanska                  | Koreanska             | Koreanska      |
| --------- | -------------------------- | --------------------- | -------------- |
| 2005      | "Twins (Knock Out)"        | —                     | —              |
| 2006      | "Miracle"                  | —                     | —              |
| 2006      | "U"                        | —                     | —              |
| 2006      | "Dancing Out"              | —                     | —              |
| 2007      | "Happiness"                | —                     | —              |
| 2007      | "Don't Don"                | —                     | —              |
| 2007      | "Marry U"                  | —                     | —              |
| 2009      | "Sorry, Sorry"             | —                     | —              |
| 2009      | "It's You"                 | —                     | —              |
| 2010      | "Bonamana"                 | 8                     | —              |
| 2010      | "No Other"                 | 20                    | —              |
| 2011      | "Mr. Simple"               | 4                     | —              |
| 2011      | "A-CHa"                    | 14                    | —              |
| 2011      | "Santa U Are the One"      | 43                    | —              |
| 2012      | "Sexy, Free & Single"      | 5                     | —              |
| 2012      | "Spy"                      | 10                    | —              |
| 2014      | "Mamacita"                 | 11                    | —              |
| 2014      | "This is Love"             | 62                    | —              |
| 2015      | "Devil"                    | 21                    | —              |
| 2015      | "Magic"                    | 87                    | —              |
| 2017      | "One More Chance"          | 85                    | —              |
| 2017      | "Black Suit"               | 23                    | —              |
| 2018      | "Lo Siento"                | —                     | —              |
| 2018      | "Super Duper"              | —                     | —              |
| 2018      | "Animals"                  | —                     | —              |
| 2018      | "One More Time (Otra Vez)" | —                     | —              |
| 2019      | "Show"                     | —                     | —              |
| 2019      | "Somebody New"             | —                     | —              |
| 2019      | "The Crown"                | —                     | —              |
| 2019      | "I Think I"                | —                     | —              |
| 2019      | "Super Clap"               | 83                    | —              |
| 2020      | "2YA2YAO!"                 | 188                   | —              |
| Japanska  |                            |                       |                |
| 2008      | "U"/"Twins"                | —                     | 8              |
| 2008      | "Marry U"                  | —                     | 20             |
| 2011      | "Bonamana"                 | —                     | 2              |
| 2011      | "Mr. Simple"               | —                     | 2              |
| 2012      | "Opera"                    | —                     | 3              |
| 2012      | "Sexy, Free & Single"      | —                     | 2              |
| 2013      | "Blue World"               | —                     | 3              |
| 2014      | "Mamacita"                 | —                     | 1              |
| 2016      | "Devil"/"Magic"            | —                     | 2              |
| 2017      | "On and On"                | —                     | —              |
| 2018      | "One More Time"            | —                     | 3              |
| 2019      | "I Think I"                | —                     | —              |